# Nikolaï Batiouk
Nikolaï Filipovitch Batiouk (en russe : Николай Филиппович Батюк ; en ukrainien : Микола Пилипович Батюк), né le 19 décembre 1905 à Akhtyrka (Empire russe) et mort le 27 juillet 1943 près de Slaviansk (Union soviétique) est un militaire soviétique d'ethnie ukrainienne qui s'est illustrée durant la Seconde Guerre mondiale, en particulier lors de la bataille de Stalingrad.
Nikolaï Batiouk est né le 19 décembre 1905 à Ochtir, dans la région de Soumy aujourd'hui en Ukraine.
Il s'engage dans l'armée rouge en 1927 et adhère au parti communiste en 1930. Il gravit les échelons depuis le grade de simple soldat pour arriver commandant de régiment en 1941, après avoir suivi les cours de l'école d'officiers en 1938.
Il commence la Seconde Guerre mondiale comme commandant du 89e régiment d'infanterie à Kaunas, combat au sein du front du Nord-Ouest et il est blessé le 15 septembre 1941 dans la région de Demiansk.
En décembre, il est envoyé en Sibérie pour former la 284e division de fusiliers, dont il prend bientôt le commandement.
La division connait son baptême du feu à Kastornoye, au nord est de Voronej, en juillet 1942, au début de l'offensive d'été allemande.
Dans la seconde moitié de septembre sa division est affectée à la 62e armée au sein du front de Stalingrad. Elle arrive dans la ville le 23 septembre 1942 et se trouve positionnée dans le centre de la ville, notamment sur le Kourgane Mamaïev qui connaît des combats particulièrement violents.
le lieutenant-colonel Batiouk travailla beaucoup à développer des tactiques de combats urbains. Il attacha aussi beaucoup d'attention au développement du mouvement sniper et sa division compte plusieurs snipers célèbres notamment Vassili Zaïtsev.
À l'issue de la bataille de Stalingrad la 284e division reçut l'ordre du drapeau rouge et fut nommée 79e division de fusiliers de la Garde. Batiouk fut promu au grade de major-général le 1er mars 1943.
En juillet 1943 il succomba à une crise cardiaque sur le front du Donetz alors que sa division prenait part à une offensive de diversion alors que se déroulait la bataille de Koursk.